# Teresa Nieto
Teresa Nieto del Mármol es una coreógrafa y bailarina. española.

## Biografía
Nace en Tánger en 1953 donde estudia danza española, ballet, solfeo, piano y arte dramático. Amplia sus estudios de danza contemporánea y ballet en Madrid.
1986 – 1990. Miembro fundador de la compañía Bocanada (La Ribot - Blanca Calvo)
1990. Funda su propia compañía Teresa Nieto en Compañía
1996 – 2004. Miembro fundador de la compañía Arrieritos

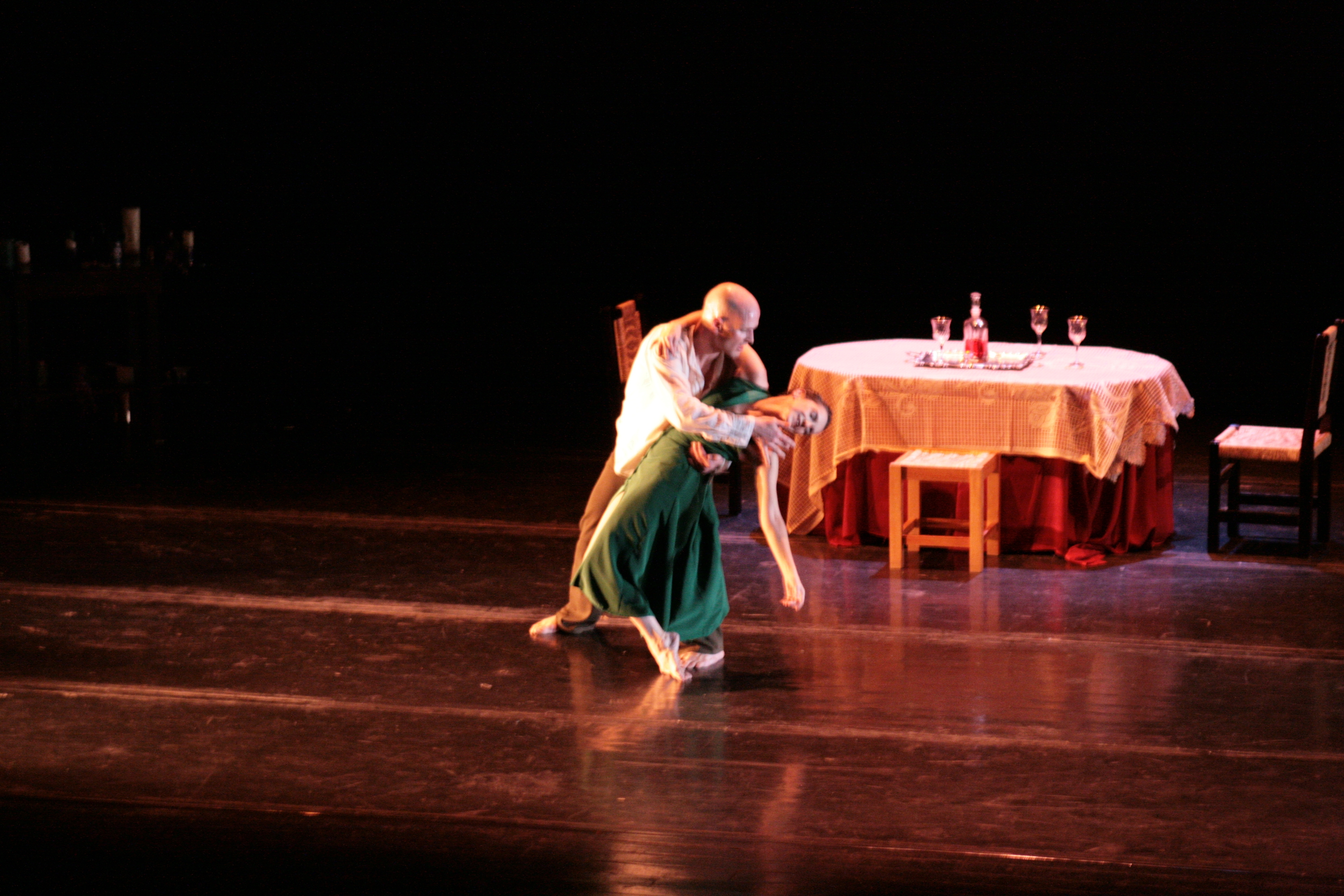
"Consuelo" de la cía de Teresa Nieto presentado en el Teatro Nacional Manuel Bonilla de Tegucigalpa por el CCET.

## Teresa Nieto en Compañía
En 1990, presenta su primer trabajo como Teresa Nieto en Compañía: "Danza Breve", con el que consigue el tercer premio en el Certamen Coreográfico de Madrid. A partir de entonces ha continuado su trabajo con piezas como: "Dos veces breve" - 1991; "Calle del Cordón" - 1991; "Mano a Mano" y "Patio de Luces" - 1992; "Tórtola" - 1993; "La Mirada" – 1994, finalista de los Premios ADE 1995 de Creación Coreográfica, concedidos por la Asociación de Directores de Escena de España; "El último café" - 1998, dentro del espectáculo "A pedir de boca" Madrid en Danza 98; "Isla" - 1998; "Fa-dos” - 2000; "Tánger"- 2000, encargo del 49º Festival Internacional de Música y Danza de Granada, en co-producción con el XV Festival Internacional Madrid en Danza. "Tánger" resultó finalista en los Premios Max 2002 en las categorías de Mejor Coreografía y Mejor Intérprete de Danza Femenino (Teresa Nieto). En 2004 estrena “Solipandi” y “Consuelo”. En 2005 “Ni palante ni patrás (no hay manera, oiga…), (finalista Premios Max 2007 mejor intérprete masculino de danza: Jeús Caramés y Premio Max 2007 mejor intérprete femenina de danza: Teresa Nieto).

## Coreografías e Interpretación

### Danza
- 1994. "La Ausencia", para la Compañía Flamenca de Antonio Canales

- 1996. "Picasso Flamenco", para la Compañía Escena Flamenca .

"Catedral Secreta", para el Ballet Nacional de Paraguay
- 1997. "La Diosa en nosotras" para la Compañía Flamenca de Belén Maya.

- 1998. Participa en la creación de "Estado Hormonal", Premio ADE 1998 al mejor montaje coreográfico.

- 1999. Paco Suárez, espectáculo flamenco "Orestes en Lisboa".

- 2000. Para la Compañía Aracaladanza, la pieza que abre el espectáculo "Maletas".

- 2002. Coreografía "¿Dudo?", para la Compañía Larumbe Danza.

"Mareas", en colaboración con Florencio Campo, para el BALLET NACIONAL DE 	ESPAÑA, bajo la dirección de Elvira Andrés.
- 2003, Colabora con el Centro Coreográfico del Caribe (Santo Domingo) creando la pieza "Consuelo"

- 2005. Intérprete en “El eterno retorno” con la bailaora Rocío Molina. Dir. Pepa Gamboa.

- 2007. Dirige el espectáculo “Del amor y otras cosas” de Rafaela Carrasco.

“Se ruega puntualidad”, propuesta colectiva integrada por nueve coreógrafos-intérpretes madrileños que incluyen a Mónica Runde y Carmen Werner.
- 2008. “De cabeza”

### Teatro
- 1996 actriz protagonista en "La Función Delta" de Rosa Montero. Dir. Raquel Toledo.

- 1999 actriz y coreógrafa en la lectura dramatizada de "La Mirada" de Yolanda Pallín.

Coreografía y movimiento de actores en "Romeo y Julieta", dir. por Paco Suárez. "Historia de un caballo" de Tolstói, dirigida por Salvador Collado.
“Noche de guerra en el Museo del Prado” de Rafael Alberti, dirigida por Ricard Salvat
- 2004 coreografía e interpretación en “Reyna muy noble”, dirigido por Guillermo Heras.

- 2005 coreografía en “El cartero de Neruda” dirigida por José Sámano.

- 2006 coreografía en “Ay Carmela”. Dirección de Miguel Narros. Actriz protagonista en “La tierra” de José Ramón Fernández. Dir. Emilio del Valle con Compañía “Producciones Inconstantes”.

### Ópera
- 1990. "Aída" de Verdi, en el Teatro Campoamor (Oviedo), Coreografía de Leo Santos, Intérprete.

- 1994. "El cristal de agua fría", con dirección escénica de Guillermo Heras, libreto Rosa Montero, composición de Marisa Manchado y coreografía de Mónica Runde. Intérprete.

- 1995. "Salomé". Coreografía.

### Video
- 1989. Coreografía e interpreta el videoclip del grupo MECANO, "Hijo de la Luna".

## CompañíaArrieritos
1996. "Arrieritos somos", espectáculo de creación conjunta con varios bailarines y coreógrafos, del que surge la compañía Arrieritos.
1997 presenta "Ande yo caliente..."
1999 "Todos los gatos son pardos". Con la pieza titulada "No me quiero dormir"
2.º premio del Primer Certamen de Coreografía del Festival Flamenco de Jerez y Teresa Nieto Mención Especial del Jurado a la Mejor Bailarina del Certamen.
2000. Espacios Insólitos de Madrid en Danza, "Despacio y solitos".
2001. "Diario de un abrigo"
2002. Festival "A pedir de boca" con la pieza "Operación Salmorejo" .
2003. "Entablao"	
2004. “Oh solo mío”.

## Premios
- Medalla de Oro al mérito en las Bellas Artes 2020.[1]

- Premio MAX 2007 a la mejor Intérprete Femenina de Danza
- Premio Nacional de Danza 2004 – Creación. Ministerio de Cultura de España
- Premio de Cultura de la Comunidad de Madrid 2002 de Danza
- Premio ADE 1998 Mejor Montaje Coreográfico